# Paracalyptrophora josephinae
Paracalyptrophora josephinae är en korallart som först beskrevs av Gustaf Lindström 1877.  Paracalyptrophora josephinae ingår i släktet Paracalyptrophora och familjen Primnoidae. Inga underarter finns listade i Catalogue of Life.